# Список легіонерів «Чорноморця» (Одеса)

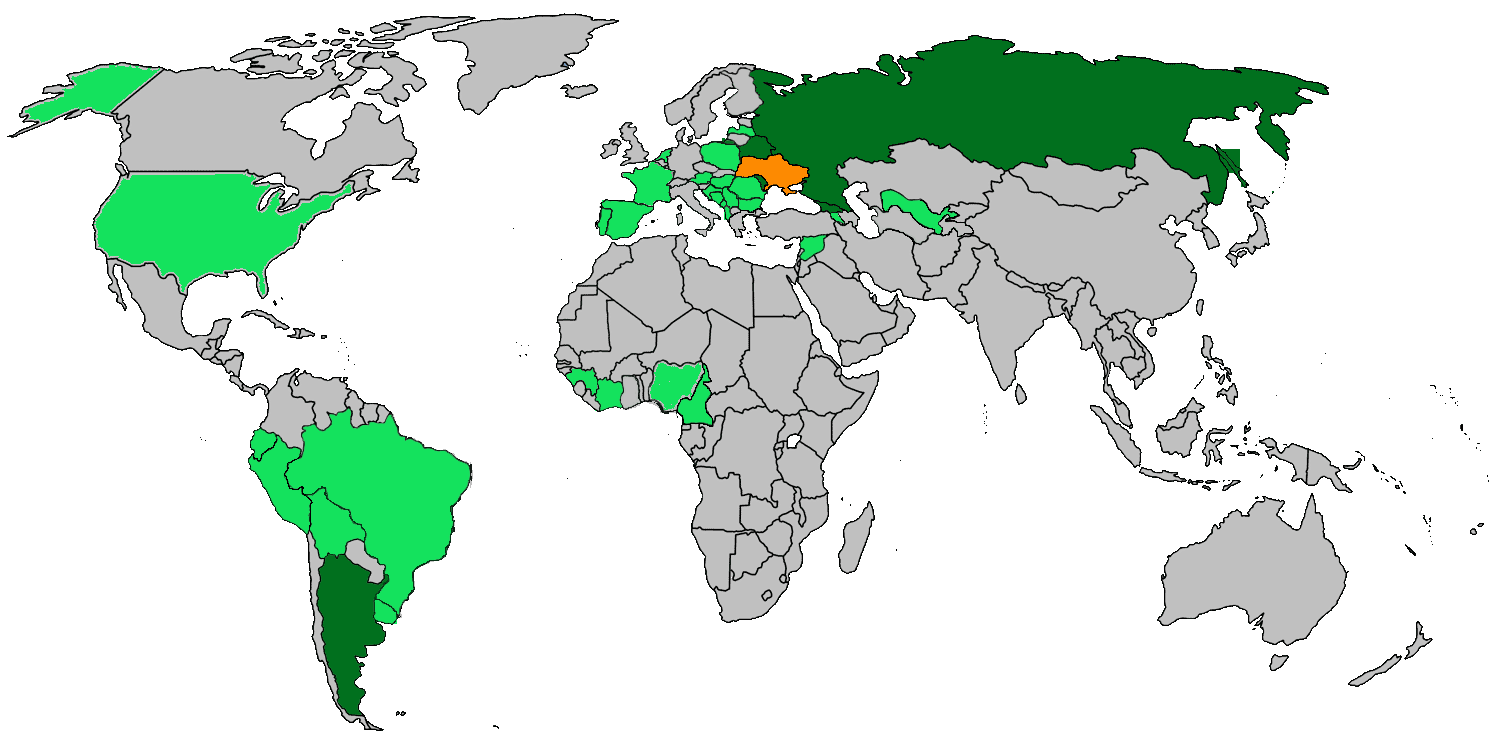
Мапа із позначеними країнами футболістів-легіонерів клубу. Темно-зеленим позначені країни, звідки у клубі грало п'ять чи більше футболістів, а світло-зеленим — менше п'яти.

Основну інформацію про футбольний клуб «Чорноморець» з міста Одеси див. у статті Чорноморець (Одеса)
Список легіонерів «Чорноморця» (Одеса) — список усіх легіонерів одеського «Чорноморця», які виступали за клуб починаючи з року заснування клубу й до сьогодні в офіційних матчах. За часів СРСР, з 1936 року до 1991 року включно, склади майже усіх радянських команд, в тому числі й одеського «Чорноморця», були зібрані тільки з громадян СРСР. Після розпаду Союзу та відновлення незалежності України у складі команди з'явилися «футболісти-легіонери» — гравці, що мали будь-яке громадянство, окрім українського. У списку представлені всі легіонери, що коли-небудь виступали за команду одеського «Чорноморця». Враховано проведені гравцями матчі і забиті (або пропущені) ними м'ячі в офіційних матчах основного складу команди у чемпіонаті України, кубку України та єврокубках (Кубок УЄФА, Кубок володарів кубків УЄФА, Кубок Інтертото та Ліга Європи УЄФА).
Найбільше матчів серед іноземців у клубі зіграли: бразилець Лео Матос — 121 (99 матчів у чемпіонаті, 12 у кубку та 10 у єврокубках, грав з 2010 року по 2014 рік), молдованин Юрій Мітєрєв — 96 (84 у чемпіонаті та 12 у кубку, грав з 2002 року по 2006 рік) та росіянин Геннадій Ніжегородов — 84 матчів (70 у чемпіонаті, 6 у кубку та 8 в єврокубках, грав з 2006 року по 2008 рік). Серед рекордсменів клубу з кількості забитих м'ячів серед легіонерів лідирує білорус Володимир Коритько — 21 м'яч (16 м'ячів у чемпіонаті та 5 у кубку, грав з 2007 року по 2008 рік), другу сходинку посів молдованин Юрій Мітєрєв, що на його рахунку 16 голів (14 у чемпіонаті та 2 у кубку), на третьому місці знаходяться росіянин Андрій Гашкін, що забив 15 голів (13 у чемпіонаті, 1 у кубку та 1 в єврокубках, грав у клубі з 1994 року по 1996 рік). Серед воротарів-легіонерів, що представляли команду є тільки два — білорус Володимир Гаєв, що відіграв лише два матчі у чемпіонаті, пропустивши три голи та росіянин Сергій Приходько, що відіграв лише один «сухий» матч. Так чи інакше, воротарська позиція в українському футболі вважається закріпленою за місцевими футболістами. Також футболісти-легіонери неодноразово були капітанами команди. Зокрема, аргентинці Пабло Фонтанельйо (у сезоні 2013—2014 років) та Себастіан Сетті (у сезоні 2010—2011 років), бразилець Лео Матос (у сезонах 2012–2013 та 2013—2014 років) тощо.
Серед країн, звідки походять футболісти-легіонери, що виступали в одеському «Чорноморці» налічується 40 держав. Одна з них на сьогоднішній момент більше не існує — Сербія та Чорногорія. З громадянством цієї країни у клубі виступало два футболісти. 23 країни є членами УЄФА, тобто знаходяться в Європі, або частина їх території знаходиться на цьому континенті (звідти 70 гравців); 6 країн знаходяться у Південній Америці і є членами КОНМЕБОЛ (23 гравця). Також є 3 країни з Азії — Казахстан, Сирія, та Узбекистан (5 гравців), та шість країн з Африки (6 гравців).

## Довідка

### Правила знаходження у таблиці футболістів
- Футболісти, що грали за радянських часів у клубі з радянським паспортом не вважаються легіонерами.
- Усі футболісти подані за громадянством, з яким завершили кар'єру у клубі, починаючи з гравця, що зіграв найбільше матчів за клуб.
- У разі якщо на момент виходу зі складу клубу футболіст мав два іноземних громадянства, то він двічі записується тільки один раз із тим громадянством, яке зазначено на офіційному сайті УЄФА.
- У разі якщо на момент виходу зі складу клубу футболіст мав одне іноземне громадянство, а інше українське, то він не записується у таблицю, адже Україна не визнає подвійного громадянства, тому такі футболісти не мають статусу легіонерів.
- У разі якщо на момент виходу зі складу клубу футболіст мав лише українське громадянство, а згодом отримав іноземне, то він не записується до таблиці. Наприклад, Юрій Никифоров, Ілля Цимбалар, Дмитро Парфьонов та Володимир Лебідь отримали російське громадянство вже після виступів у складі «моряків», Бранимир Субашич — сербське, а Олександр Собкович та Сергій Костюк — казахстанське.
- Зеленим фоном виділені гравці, що нині виступають у клубі.

### Умовні позначення
Ім'я — ім'я та прізвище гравця 

Позиція — позиція на футбольному полі (воротар, захисник, півзахисник та нападник) 

Період — роки під час яких футболіст виступав в основному складі команди 

Попередній клуб — клуб, де гравець виступав перед виступами у «Чорноморці» 

Наступний клуб — клуб, де гравець виступав після виступів у «Чорноморці» 

Нинішній клуб — клуб, де гравець виступає зараз 

ІЧ — ігор у чемпіонаті України 

ГЧ — голів в чемпіонаті України 

ІК — ігор в Кубку України 

ГК — голів в Кубку України 

ІЄ — ігор у єврокубках 

ГЄ — голів в єврокубках 

Завершив кар'єру — футболіст завершив кар'єру гравця 

Вільний агент — футболіст, що не завершав кар'єри, однак не перебуває у жодному клубі 

## Перелік футболістів-легіонерів

### Статистика за країною
12 —  Росія 

9 —  Білорусь 

9 —  Молдова 

9 —  Грузія 

9 —  Бразилія 

6 —  Аргентина 

4 —  Португалія 

3 —  Албанія 

3 —  Нігерія 

3 —  Перу 

3 —  Сербія 

3 —  Словенія 

2 —  Боснія і Герцеговина 

2 —  Болівія 

2 —  Сирія 

2 —  Сербія та Чорногорія 

2 —  Уругвай 

2 —  Узбекистан 

2 —  Франція 

2 —  Хорватія 

1 —  Австрія 

1 —  Бельгія 

1 —  Болгарія 

1 —  Вірменія 

1 —  Канада 

1 —  Угорщина 

1 —  Гана 

1 —  Гвінея 

1 —  Еквадор 

1 —  Ісландія 

1 —  Казахстан 

1 —  Іспанія 

1 —  Камерун 

1 —  Кот-д'Івуар 

1 —  Латвія 

1 —  Нідерланди 

1 —  Польща 

1 —  Республіка Конго 

1 —  Румунія 

1 —  США 

1 —  Чорногорія 

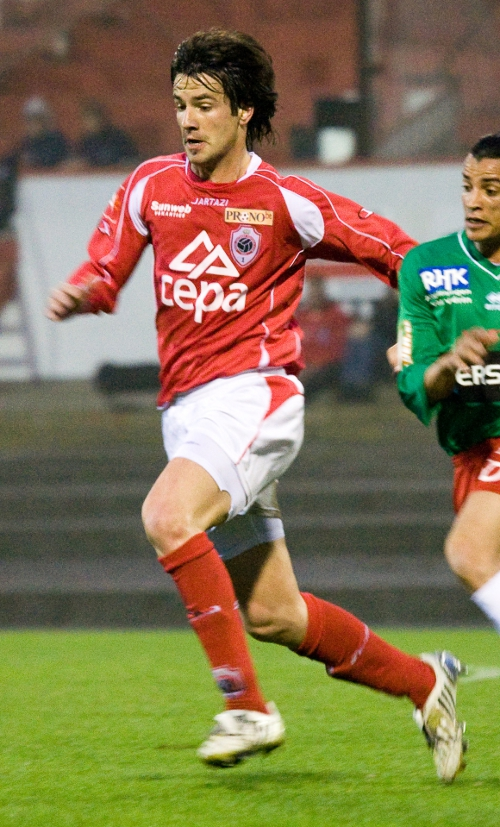
Себастіан Сетті
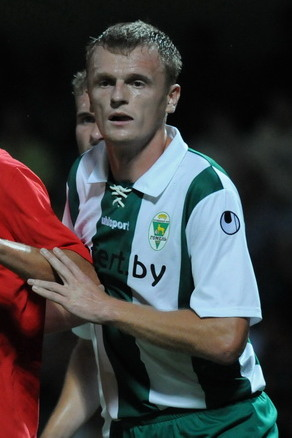
Павло Кирильчик
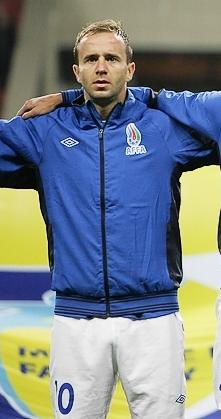
Бранимир Субашич
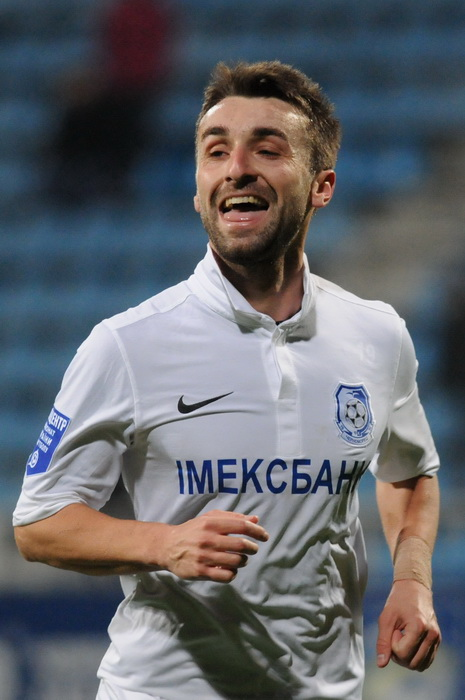
Еліс Бакай
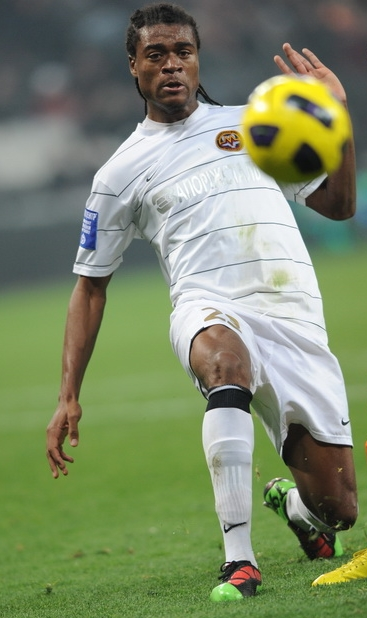
Адольф Тейку
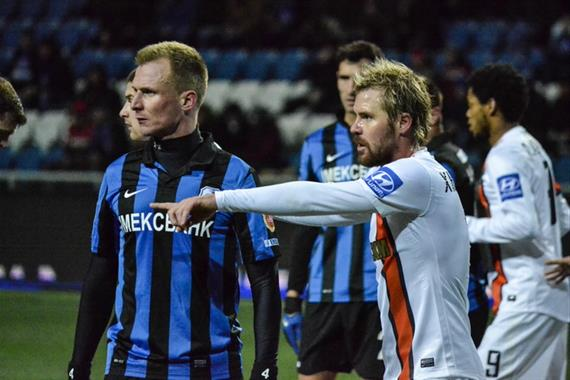
Маркус Бергер
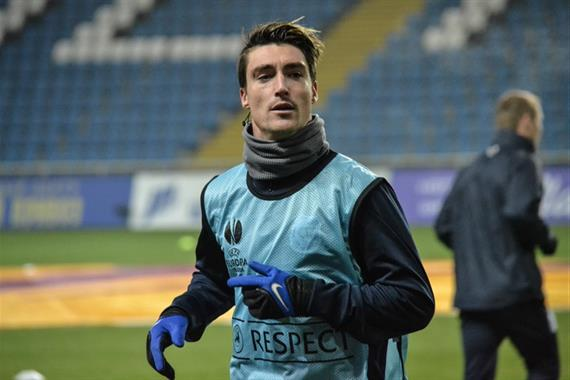
Сіто Рієра
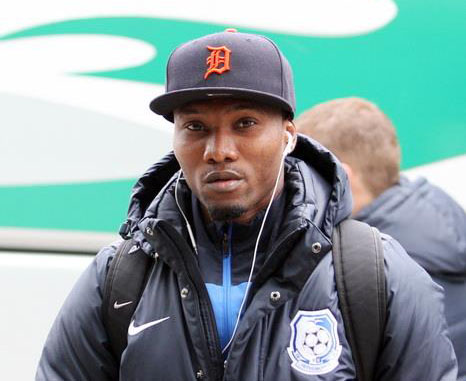
Франк Джа Джедже
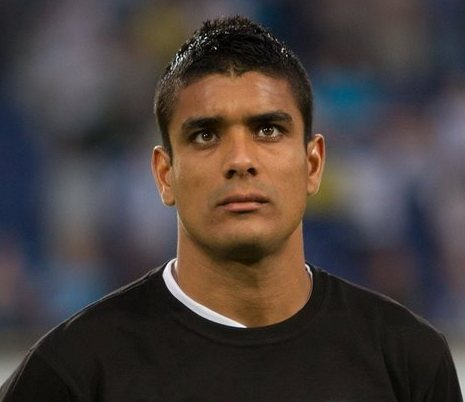
Лео Матос

## Досягнення легіонерів у складі «Чорноморця»

### Індивідуальні
- Лео Матос — найкращий бомбардир сезону 2011–2012 (8 м'ячів у 22 матчах). Матос зіграв найбільшу кількість офіційних матчів серед легіонерів (121 гра)[2].
- Лучіан Бурдужан — найкращий бомбардир сезону 2012–2013 (7 м'ячів у 35 матчах).
- Аудні Вільг'яульмссон — найкращий бомбардир сезону 2018–2019 (7 м'ячів у 14 матчах). У списках найкращих футболістів України сезону 2018/19.

## Виноски
1. 1 2 3 4 5  «Чорноморець» орендував гравця.